# 錦南路

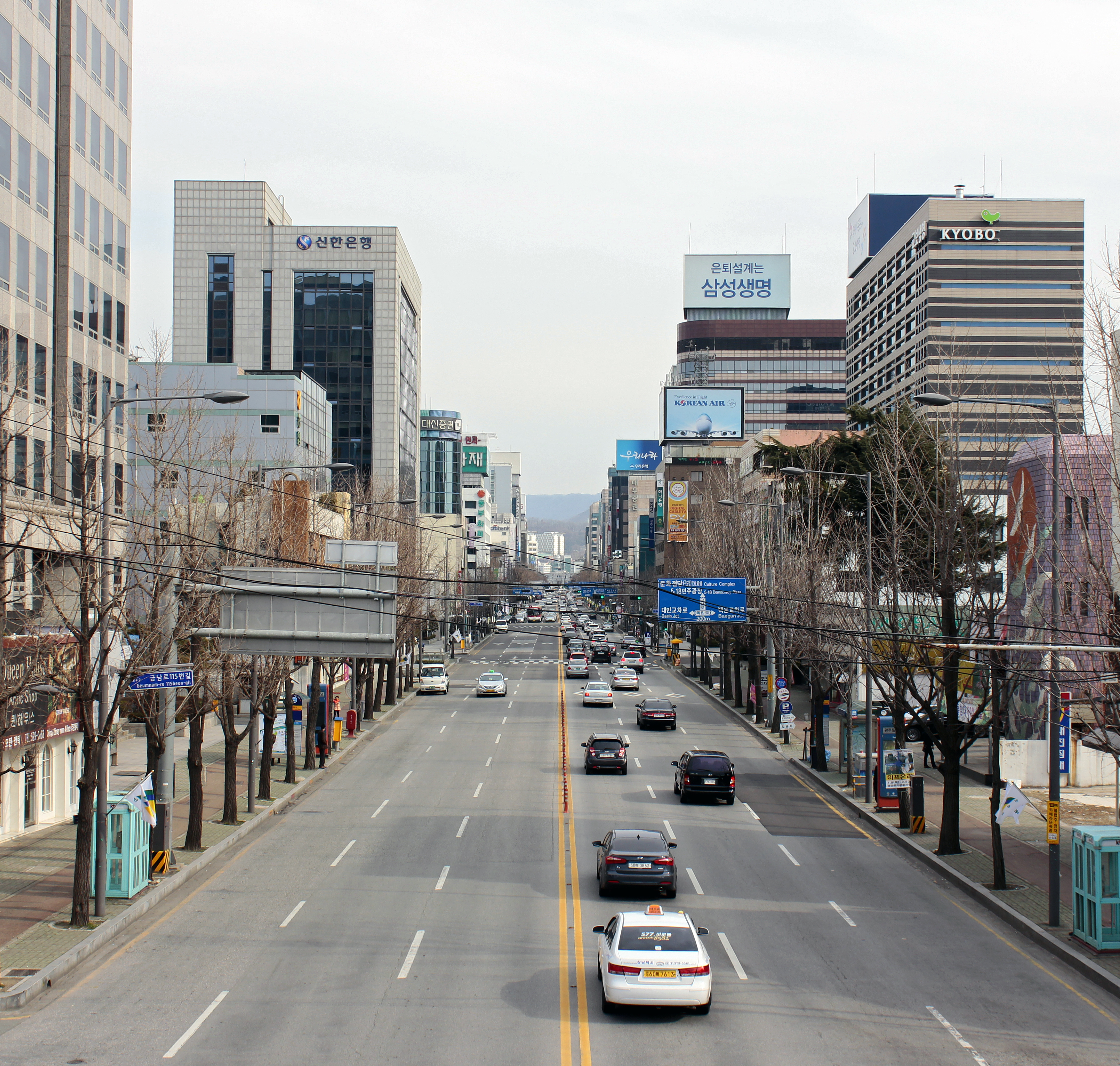
錦南路街景

錦南路（：／ Geumnam-ro */?），是韓國光州廣域市的一條道路，為該市政府辦公機構、銀行及保險業聚集的地帶，全長2.3公里，寬約30至40公尺。